# Historische Netzwerkforschung
Die Historische Netzwerkforschung beschäftigt sich mit der Vernetzung und Interaktion historischer Personen und wendet dabei moderne netzwerkanalytische Methoden an. Sie hat sich in den Teildisziplinen der Geschichtswissenschaft in den vergangenen Jahren ungleichmäßig entwickelt und wurde zunächst von anglo-amerikanischen Historikern aufgegriffen; im deutschsprachigen Raum setzte sie erst später ein.

## Hintergrund
Die Analyse sozialer Beziehungsgeflechte und besonders erfolgreicher Netzwerker bezieht sich auf unterschiedliche soziale Dimensionen wie persönliche Kontakte, gesellschaftlich normierte Praktiken und transnationalen Austausch. Um diese Beziehungen zu beschreiben, greifen Geistes- und Sozialwissenschaftler auf den Begriff „Netzwerk“ zurück, wobei sie den Begriff zumeist als Synonym für Handels-, Verwandtschafts- oder Freundschaftsbeziehungen verwenden. Neben traditionellen deskriptiven Untersuchung des sozialen Umfeldes historischer Akteure kommen mittlerweile Analysemethoden (vgl. Netzwerkforschung) hinzu, mit denen das soziale Netzwerk von Personen und Organisationen systematisch untersucht werden kann. Dieser Netzwerkansatz nimmt weniger die Akteure selbst, als vielmehr die Beziehungen in Betracht. Damit wird das Feld auch gegenüber der Prosopographie, die Informationen zu Mitgliedern einer bestimmten sozialen Gruppe sammelt wie Kollektivbiographien, die Lebenswege ausgewählter Persönlichkeiten und Gruppen betrachtet, abgegrenzt. Ein methodisches Problem stellt dabei die Definition der zu analysierenden Beziehungen dar. In Wissenschaftlernetzwerken können z. B. Anerkennungsströme über Zitationen oder persönliche Beziehungen unterschiedliche Netzwerke konstituieren, die beispielsweise Heiner Fangerau in Anlehnung an Ludwik Fleck als „formelle“ und „informelle“ Denkkollektive bezeichnet hat. Verwandte Ansätze in der Sozial- und Wirtschaftsgeschichte vertiefen das Verständnis von Austauschprozessen über theoretische Konzepte wie Vertrauen und Sozialkapital und die Untersuchung von Lehens- und Klientelbeziehungen anhand informeller Abhängigkeitsbeziehungen.
Die methodischen Grundlagen sind unter anderem in Analyseprogrammen zur Graphentheorie und Geographischen Informationssystemen zu finden, die zunehmend bei historischen Forschungen Anwendung finden. Der weitverbreitete Gebrauch rechnergesteuerter sozialer Netzwerke hat ebenso Analysemethoden bereitgestellt.
Die Historische Netzwerkforschung ist Gegenstand des Arbeitskreises „Historische Netzwerkforschung“, der eine Workshop-Reihe im halbjährlichen Turnus ausrichtet und an der Universität Hamburg 2013 die Konferenz The Future of Historical Network Research ausrichtet.
Der Forschungscluster „Gesellschaftliche Abhängigkeiten und soziale Netzwerke“ der Universitäten Mainz und Trier betrachtet die Netzwerkforschung u. a. aus historischem Blickwinkel und verfolgt mehrere Projekte zur Erforschung historischer Netzwerke. Hauptaugenmerke liegen auf der historischen Betrachtung wirtschaftlicher und religiöser Netzwerke (die Teilbereiche umfassen: „Kreditbeziehungen und Netzwerkbildung im Zeichen monetärer Abhängigkeiten“, „Religiöse Differenz und interkonfessionelle Kooperation“ und „Netzwerkbildung im Kontext von Strukturumbrüchen in Europa – Historische und gegenwartsbezogene Analysen“).
Ein Aspekt historischer Netzwerkforschung ist die Historische Elitenforschung, die analog der Elitesoziologie aus Sicht der Geschichtswissenschaft historische Eliten erforscht und dabei – insbesondere im Verständnis des Elitebegriffs als Machtelite – informelle Strukturen des Machterhalts und der Machtausübung aufzeigt. Entsprechende Ansätze werden derzeit wissenschaftstheoretisch bewertet.
Die Historische Netzwerkanalyse (HNA) entwickelte sich aus der Sozialen Netzwerkanalyse (SNA) als Methode der empirischen Sozialforschung.

## Anwendungsfälle

### Kreditnetzwerke
Ein Anwendungsfall der historischen Netzwerkforschung beschäftigt sich mit Schuldverhältnissen. So wurden z. B. unter Herausgeberschaft der deutschen Historikerin Gabriele B. Clemens im Rahmen des Forschungsclusters „Gesellschaftliche Abhängigkeiten und soziale Netzwerke. Historische Forschungen und Gegenwartsanalysen zu Chancen und Risiken einer sozialen Beziehungsform“ die Forschungsarbeiten zu Kreditnetzwerken in Europa im Zeitraum des hohen Mittelalters bis zum Ende des 19. Jh. veröffentlicht.

### Studentenverbindungen
Die lange Zeit hauptsächlich von Hobbyhistorikern aus dem Umfeld der Studentenverbindungen betriebene Studentengeschichte hat in dem Zusammenhang in jüngerer Zeit wieder Interesse im akademischen Diskurs gefunden und sich als Forschungsfeld zunehmend profiliert. Eingehende Untersuchungen finden sich unter anderem bei Bernhard Löffler über das Bundeswirtschaftsministerium unter Ludwig Erhard.
Laut Andreas Haka spiegelt die Zugehörigkeit zu Studentenverbindungen oft die engsten Relationen der untersuchten Universitätsprofessoren im Maschinenbau wider. Für den amerikanischen Bereich gibt Nicholas L. Syrett einen Überblick über die amerikanischen weißen Fraternities, deren Rolle bei der persönlichen Einbindung und Sozialisierung von Ankömmlingen an Massenuniversitäten er neben einigen Kritikpunkten zum wilden Benehmen er neben den früher sehr hohen Ansprüchen an die Intellektualität durchaus als positiven Aspekt sieht.

### Weitere Beispiele
Vorreiter und Pionier der entsprechenden Forschung ist unter anderem Lawrence Stone.
- Josie M. Abbott: The Angel in the Office. British Sociological Association, 2009.
- Peter S. Bearman, James Moody, Robert Faris: Networks and History. In:  Complexity, no. 8, 2002, S. 61–71.
- Marten Düring, Martin Stark: Historical Network Analysis. In: George A. Barnett (Hrsg.): Encyclopedia of Social Networks. 2 Bände. Sage Publishing, London 2011.
- Marten Düring, Linda Keyserlingk: Netzwerkanalyse in den Geschichtswissenschaften. Historische Netzwerkanalyse als Methode für die Erforschung von historischen Prozessen. In: Rainer Schützeichel, Stefan Jordan (Hrsg.): Prozesse – Formen, Dynamiken, Erklärungen. VS Verlag für Sozialwissenschaften, Wiesbaden 2012.
- Marten Düring, Ulrich Eumann: Historische Netzwerkforschung: Ein neuer Ansatz in den Geschichtswissenschaften. In: Geschichte und Gesellschaft, 3/2013, S. 369–390.
- Marten Düring, Ulrich Eumann, Martin Stark, Linda von Keyserlingk (Hrsg.): Handbuch Historische Netzwerkforschung. Grundlagen und Anwendungen. LIT Verlag, Berlin/Münster 2016.
- Bonnie H. Erickson: Social Networks and History: A Review Essay. In: Historical Methods, 30, no. 3, 1997, S. 149–157.
- Heiner Fangerau: Evolution of knowledge from a network perspective: recognition as a selective factor in the history of science. In: H Fangerau, H Geisler, T Halling, W Martin (Hrsg.): Classification and Evolution in Biology, Linguistics and the History of Science. Concepts, Methods, Visualization. Steiner, Stuttgart 2013, S. 11–32.
- Andreas Haka: Soziale Netzwerke im Maschinenbau an deutschen Hochschul- und außeruniversitären Forschungseinrichtungen 1920–1970. Stuttgarter Beiträge zur Wissenschafts- und Technikgeschichte, Band 6. Logos Verlag, Berlin 2014, ISBN 978-3-8325-3695-4.
- David Stark, Balazs Vedres: Social Times of Network Spaces: Network Sequences and Foreign Investment in Hungary. In: American Journal of Sociology, 111, no. 5, 2006, S. 1367–1411, thesenseofdissonance.com (PDF)
- Martin Stark: Netzwerke in der Geschichtswissenschaft. In: Curt W. Hergenröder (Hrsg.): Gläubiger, Schuldner, Arme. Netzwerke und die Rolle des Vertrauens. VS, Wiesbaden 2010, S. 187–190.
- Barry Wellman, Steven Berkowitz (Hrsg.): Social Structures: A Network Approach. Structural Analysis in the Social Sciences 2. Cambridge University Press, Cambridge 1998.
- Stanley Wasserman: Social Network Analysis: Methods and Applications. Cambridge University Press, 25. November 1994.
- Holger Zaunstöck, Markus Meumann: Sozietäten, Netzwerke, Kommunikation: Neue Forschungen zur Vergesellschaftung im Jahrhundert der Aufklärung. Walter de Gruyter, 2003.